# جوش بردون
جوش بردون (بالإنجليزية: Josh Burdon)‏ هو سائق سيارة سباق أسترالي، ولد في 5 سبتمبر 1992 في هوبارت في أستراليا.

## وصلات خارجية
- جوش بردون على موقع DriverDB.com (الإنجليزية)

- الموقع الرسمي